# Бартоломео II Гізі
Бартоломео II Гізі (італ. Bartolommeo Ghisi; д/н — 1341) — триарх  південного Негропонте в 1311—1341 роках. Рахується за загальною хронологією синьйорів Гізі, з огляду на перелік триархів є Бартломео I.

## Життєпис
Походив з венеціанського патриціанського роду Гізі. Старший син співтриархів Джорджо I Гізі і Алікс далле Карчері. 1311 року після смерті батька став співтриархом матері. Разом з тим оскільки Бартоломео був неповнолітнім, його мати стала його опікуном.
1313 року після смерті матері став одноосібним володарем. Продовжив політику попередників, спрямованими на союз з Венецією для протистояння сицилійським генерал-капітаном Афінського герцогства. Навесні 1317 року Альфонсо Фадріке, генерал капітан, зайняв центральний Негропонте. З цього часу почалася війна з останній, який зумів захопити північний Негрпонте й претендував на панування над усім островом. За допомоги венеційців вдалося протистояти цьому. Зрештою 19 червня 1319 року було укладено угоду між Венецією і Арагоном, підтвердженою Альфонсо Фадріке, Андреа Корнаро і Бартоломео Гіз в присутності венеціанського бальї Франческо Дандоло, згідно з якою закріплювався поділ на 3 триархії.
Пізніше Гізі отримав посаду великого коннетабля Ахейського князівства. У 1320 році брав участь у боротьбі проти візантійців на чолі із Андроніком Асенем, але в битві 9 вересня в замку Святого Георгія він потрапив у полон разом і був відправлений до Константинополя. Був звільнений у 1325 році. За час полону 1321 року був серед підписантів нового перемир'я з в Халкіді з Афінським герцогством.
У 1326/1327 році зміг домовитися з генерал-капітаном Афінського герцогства Альфонсо Фадріке, оженивши свого сина на доньці останнього. Це призвело до напруження з Венецією. Водночас у нього з незрозумілих причин виник конфлікт з Нікколо I Санудо, герцогом Архіпелагу. Справа розглядалася кілька разів у Венеції, але остаточний результат залишається невідомим. Вважається, що Бартоломео Гізі відновив свої позиції.
У 1328 році Бартоломео і його брат Маріно продали свою частку острова Кеа шваргу Руджеро Премаріна. У 1331/1332 році після втрати посади Альфонсо Фадріке в герцогстві Афінському перейшов до табору супротивників Барселонського дому, підтримавши вторгнення Готьє де Брієнна до герцогства. У відповідь загони каталонців з герцогства зруйнували хамок Сент-Омер, що належав Гізі.
Помер Бартоломео II Гізі у 1341 році. Йому спадкував син Джорджо II.